# Acht (Eifel)
Acht (Eifel) este o comună din landul Renania-Palatinat, Germania.